# Pingle (sockenhuvudort i Kina, Guizhou Sheng, lat 28,21, long 107,46)
Pingle (kinesiska: 坪乐, 坪乐乡, 丁家堡) är en sockenhuvudort i Kina. Den ligger i provinsen Guizhou, i den sydvästra delen av landet, omkring 190 kilometer nordost om provinshuvudstaden Guiyang. Antalet invånare är 11 797. Befolkningen består av 5 730 kvinnor och 6 067 män. Barn under 15 år utgör 28,0 %, vuxna 15-64 år 60 %, och äldre över 65 år 11,0 %.